# Stockholm Open 2017
Stockholm Open 2017 var den 49:e upplagan av Stockholm Open, en tennisturnering i Stockholm, Sverige. Turneringen var en del av 250 Series på ATP-touren 2017 och spelades inomhus på hard court i Kungliga tennishallen mellan den 16–22 oktober 2017.
Juan Martín del Potro vann singeltiteln för andra året i rad då han besegrade Grigor Dimitrov i finalen. Oliver Marach och Mate Pavić vann dubbeltiteln efter att ha besegrat Aisam-ul-Haq Qureshi och Jean-Julien Rojer i finalen.

## Mästare

### Singel
- Juan Martín del Potro besegrade  Grigor Dimitrov 6–4, 6–2

### Dubbel
- Oliver Marach /  Mate Pavić besegrade  Aisam-ul-Haq Qureshi /  Jean-Julien Rojer, 3−6, 7−6(8−6), [10−4]